# 山浦パーキングエリア
山浦パーキングエリア（やまうらパーキングエリア）は、佐賀県鳥栖市の長崎自動車道上にあるパーキングエリア。

## 道路
- E34 長崎自動車道

## 歴史
- 1985年3月28日 : 鳥栖JCT - 佐賀大和IC開通（当時は九州横断道扱い）と共に供用開始
- 2006年7月25日 : 上り線に災害対応型自動販売機を設置。
- 2006年8月10日 : 下り線に災害対応型自動販売機を設置。

## 施設

### 上り線（鳥栖方面）
- 駐車場
  - 大型12台
  - 小型20台
- トイレ
  - 男性 大7（和式1・洋式6）・小8
  - 女性 10（和式1・洋式9）
  - 車椅子用 1
- 自動販売機（災害対応型自動販売機）

### 下り線（長崎方面）
- 駐車場
  - 大型12台
  - 小型20台
- トイレ
  - 男性 大7（和式1・洋式6）・小8
  - 女性 10（和式1・洋式9）
  - 車椅子用 1
- 自動販売機（災害対応型自動販売機）

## 高速バスの休憩
ここは、長崎発着の高速バスの休憩場所でもある。
以下の路線がこのPAで休憩する。
- 北九州 - 長崎線（出島号、長崎県交通局運行）
- 熊本 - 長崎線（りんどう号、長崎県交通局・九州産交バス運行）
- 宮崎 - 長崎線（ブルーロマン号、長崎県交通局・宮崎交通運行）
- 鹿児島 - 長崎線（ランタン号、長崎県交通局・南国交通運行）

## 隣
E34 長崎自動車道
(2) 東脊振IC - (BS) 中原BS - 山浦PA - (BS) 神辺BS - (1) 鳥栖IC